# Kayak

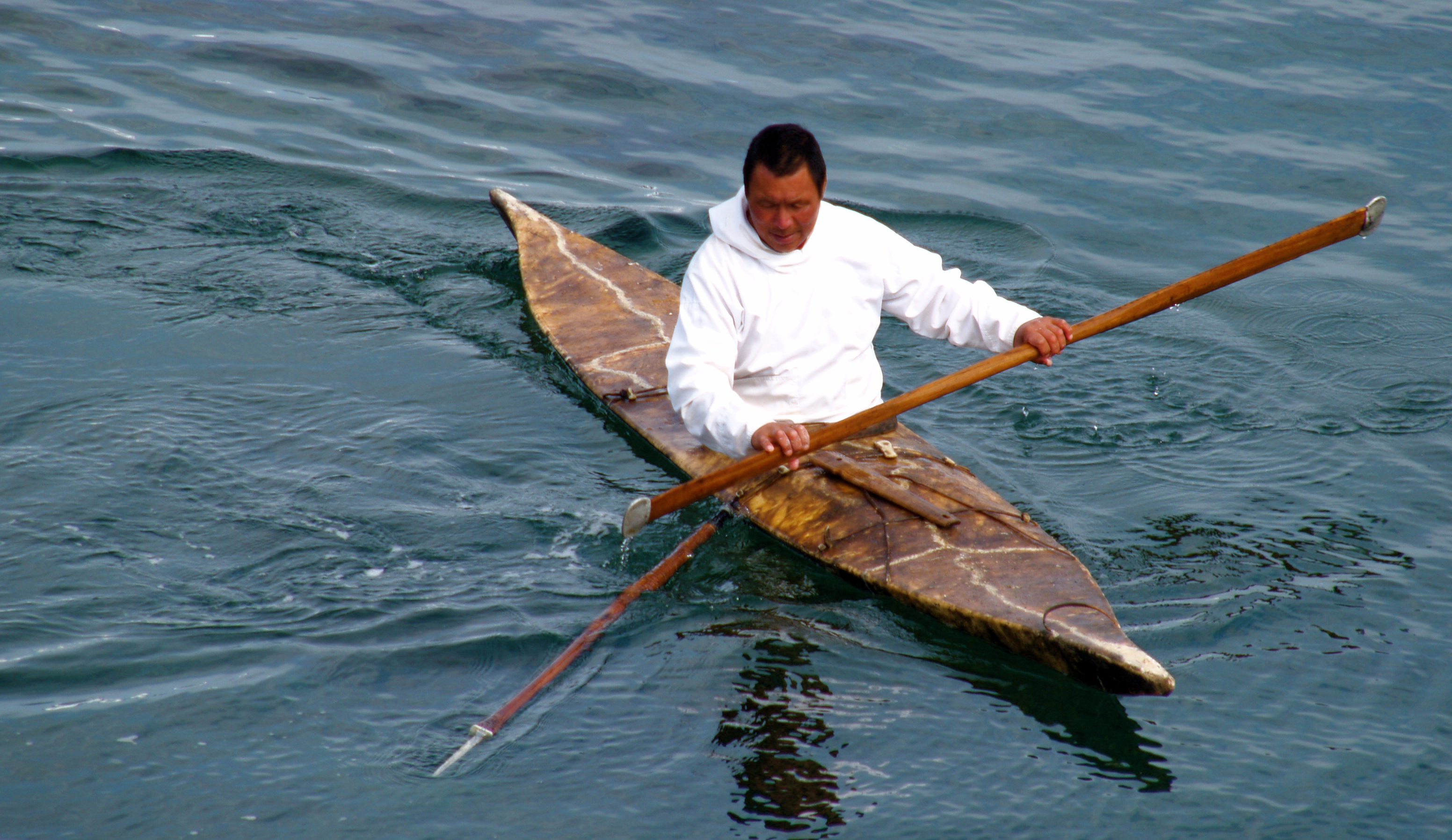
Cacciatore inuit di foche su un kayak

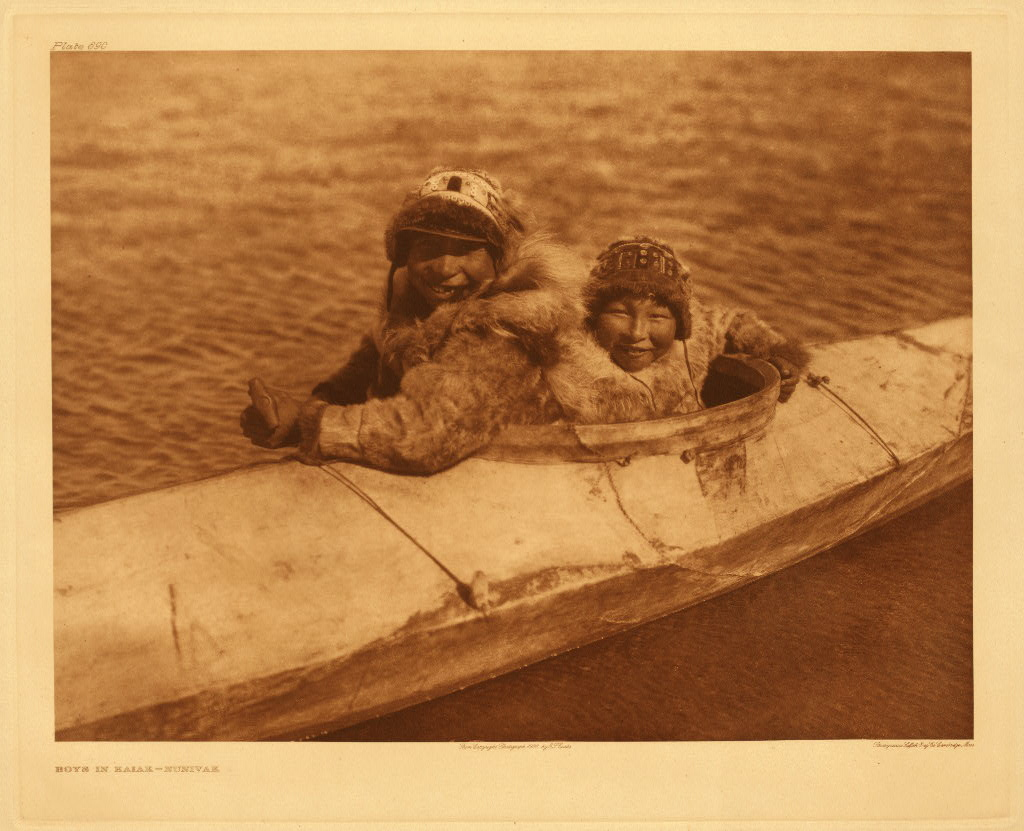
Foto del 1930 all'isola di Nunivak, Alaska

Il kayak (pron. [kaˈjak]), meno comunemente caiac, caiaco o caiacco, è un tipo di canoa originariamente utilizzata dagli Inuit. Si differenzia dalla canoa propriamente detta (o canoa canadese) per essere concepita per l'uso in propulsione e manovra di una pagaia a doppia pala, mentre la canoa canadese viene spinta e manovrata con l'uso della pagaia a pala singola.
La parola "kayak" significa "barca degli uomini", e si contrappone a umiak, "barca delle donne". I primi kayak erano fatti di legno ricoperto da pelli di foca ed erano costruiti su misura direttamente dagli uomini che intendevano utilizzarli.
Nel mondo occidentale moderno il kayak è prevalentemente una imbarcazione turistica o sportiva. Nelle località turistiche costiere è spesso possibile utilizzare il kayak marino per brevi escursioni senza motore. Negli sport raggruppati sotto il nome di "canoa/kayak", il kayak è utilizzato per gare di discesa, velocità e altre varianti, individuali o di squadra.

## Costruzione
L'auto-costruire il proprio kayak/canoa nasce da molto lontano e si perde nella notte dei tempi, quando i popoli dei ghiacci nell'estremo nord si costruivano i tradizionali skin on frame, kayak cuciti per il proprio pilota, come un vestito, con un metodo di misurazione che sfrutta le parti del corpo come avambracci o spanne ecc.
Questi kayak servivano per garantire la sopravvivenza e usati prima di tutto per la caccia e per gli spostamenti, erano costruiti con il legno che il mare riportava a riva forgiato e lavorato duramente fino a formare un telaio che poi veniva rivestito con la pelle di foca e impregnato con lo stesso grasso.
Venivano praticamente cuciti usando quello che le prede offrivano ovvero nervi, ossa, pelle ecc. Oggi questa costruzione esiste ancora e se ne fanno repliche fedeli adoperando però materiali che imitano quelli di un tempo, nylon, cotone ecc.
Altre tecniche:
- compensato cucito
- listelli profilati
- legno modellato

## Struttura dei kayak moderni
Il disegno dei diversi tipi di kayak disponibili si fonda su tre compromessi: tra direzionalità e manovrabilità, tra stabilità primaria e secondaria e infine tra velocità generale e stabilità laterale.

### Lunghezza
In linea generale, un kayak lungo risulta più veloce mentre un kayak corto può virare molto più velocemente - la velocità massima potenziale di un kayak lungo è determinata dalla minore sezione trasversa dell'opera viva (la parte immersa dello scafo). I kayak costruiti per coprire lunghe distanze, come i kayak da mare o lago, sono più lunghi, generalmente tra i 4,90 e i 5,80 metri. La lunghezza massima ammessa dalla ICF per un kayak da acqua piatta K1 è 5,20 metri. I kayak da "acqua bianca" (cosiddetti perché progettati per l'uso nell'alto corso dei fiumi e dei torrenti con rapide di alta difficoltà), che nelle condizioni d'uso normali sono spinti dalla corrente, sono piuttosto corti affinché possano offrire la massima manovrabilità. Raramente superano i 2,50 metri di lunghezza e alcuni kayak particolari, come quelli da gioco "free style", arrivano a misurare appena 1,85 metri di lunghezza. Il design dei kayak da turismo "all round" si basa sul compromesso tra stabilità, direzionalità e manovrabilità, mantenendo inoltre i costi entro termini ragionevoli: la loro lunghezza normalmente varia da un minimo di 2,75 metri a un massimo di 4,50 metri.

### Curvatura dello scafo
La lunghezza da sola non consente di prevedere la manovrabilità di un kayak ma deve essere abbinata alla curvatura del kayak dalla prua alla poppa (o rocker). Un kayak decisamente curvato presenta una superficie di contatto con l'acqua molto inferiore rispetto a quella di un kayak privo di curvatura. Per esempio, un kayak di 5,48 metri privo di curvatura sarà interamente in acqua da prua a poppa. Al contrario, la prua e la poppa di un kayak di pari lunghezza ma con una certa curvatura potrà avere una superficie di contatto con l'acqua di una lunghezza pari solo a 4,87 metri. La curvatura si mostra più evidente agli estremi e per certi versi influisce sulla maneggevolezza. Analogamente, sebbene i kayak da acqua bianca siano relativamente più corti rispetto agli altri kayak, il fatto stesso che la curvatura di questi sia accentuata fa sì che la loro superficie di contatto risulti decisamente inferiore a tutto vantaggio della manovrabilità.

### Forma dello scafo

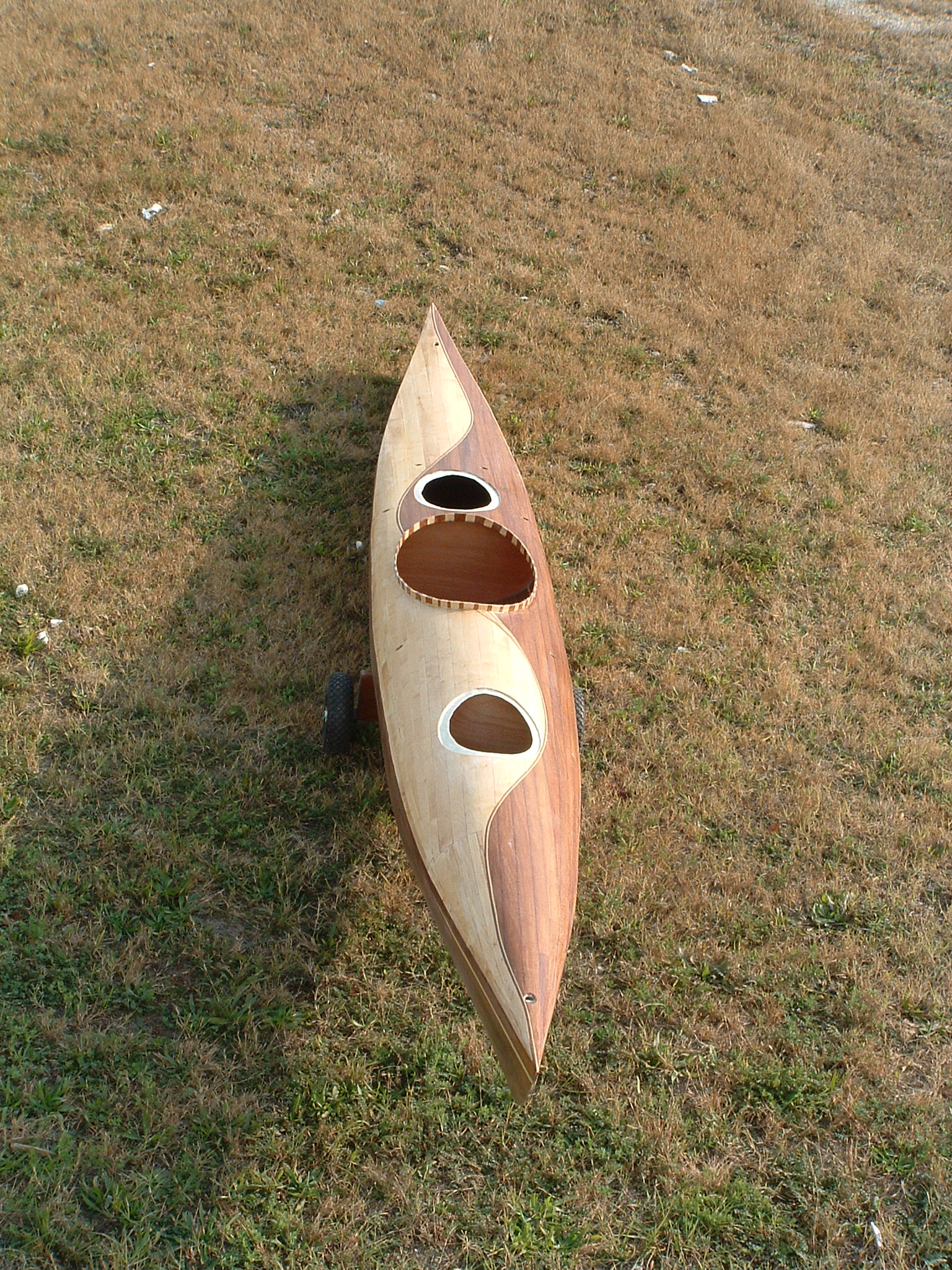
Kayak in legno.

Il disegno dello scafo si suddivide in diverse categorie basate sulla forma da prua a poppa e sulla forma della chiglia in sezione laterale.
Nella prima categoria si distingue in scafo:
- Simmetrico: la parte più larga del kayak è a metà tra poppa e prua
- A pesce: la parte più larga è prima del punto centrale, dunque verso prua
- A rapa: la parte più larga è dopo il punto centrale, dunque verso poppa.

L'assenza o presenza di un fondo modellato a V, anche solo parzialmente, incide sulla stabilità direzionale (intesa come capacità di mantenere una traiettoria rettilinea) e per converso sulla manovrabilità del kayak. Con un fondo a V la direzionalità di un kayak migliora ma si riduce la manovrabilità. Alcuni kayak moderni presentano chiglie spiccatamente a V in coincidenza della poppa e della prua che divengono poi blande o inesistenti nel mezzo. La forma della chiglia si caratterizza per la rotondità (o piattezza) del fondo e per l'assenza o presenza, unitamente alla sua ampiezza, dell'angolo della chiglia.
La scelta di progettazione dei suddetti fattori incide sulla stabilità primaria e su quella secondaria. Per stabilità primaria si intende la resistenza del kayak al rollio mentre per secondaria la resistenza al ribaltamento.
Sebbene tutti i kayak ondeggino, i kayak più ampi, che hanno le linee di galleggiamento più lontane rispetto all'asse centrale, presentano maggior resistenza al rollio e, quindi, sembrano aver meno probabilità di ribaltarsi rispetto a kayak più stretti con linee di galleggiamento più prossime all'asse centrale. Le barche a fondo piatto trasmettono la sensazione di esser più stabili rispetto a quelle a fondo arrotondato o a V che, di contro, presentano un galleggiamento più uniforme. La stabilità secondaria si riferisce alla resistenza finale al ribaltamento nel momento in cui il kayak si trova nel massimo punto di sbilanciamento consentito. Nel momento in cui sono sbilanciate, le barche dal fondo arrotondato offrono all'acqua una maggior superficie al contrario di quelle a fondo piatto.
Mentre i kayak dal fondo piatto hanno una maggiore stabilità primaria, di solito presentano una stabilità secondaria inferiore: nel momento in cui iniziano a rollare e raggiungono il punto di ribaltamento, si ribaltano velocemente e improvvisamente. Le barche dal fondo arrotondato, invece, si comportano all'opposto: minore stabilità primaria ma maggiore stabilità secondaria. La conformazione dell'angolo della chiglia (ove presente) può, talvolta, migliorare la stabilità secondaria poiché aumenta la superficie della canoa a contatto con l'acqua durante la fase di squilibrio. I kayak da mare, progettati per affrontare il mare aperto e condizioni dure, sono generalmente più stretti (54-64 cm) con maggior stabilità secondaria rispetto agli altri kayak che sono normalmente più larghi (66-76+ cm) con fondo più piatto e, dunque, maggior stabilità primaria. I kayak con moderata stabilità primaria ma eccellente secondaria sono considerati più idonei in mare, soprattutto in condizioni difficoltose.
Fino a poco tempo fa, i kayak da acque bianche avevano fondi molto arrotondati unitamente a scafi molti curvati, ma recenti cambiamenti nella filosofia costruttiva hanno creato kayak con fondi molto piatti che consentono di avere una seduta coincidente con la linea di galleggiamento anziché sotto di essa.

## Kayak marino
Tra i vari kayak esiste anche il kayak marino, adatto a brevi o lunghe escursioni o campeggio nautico. La sua diffusione ha consentito lo sviluppo di forme e prestazioni molto diverse tra loro: infatti è usato non solo per scopo agonistico ma anche per escursioni più o meno impegnative. I materiali di costruzione vanno dalla vetroresina al polietilene fino al carbonio e kevlar. Esiste anche il kayak autocostruito, in legno. La differenza più evidente tra il kayak marino e il kayak olimpico sta nella larghezza, che è maggiore per quello marino.